# Дорчестер (Нью-Гемпшир)
Дорчестер (англ. Dorchester) — місто (англ. town) в США, в окрузі Ґрафтон штату Нью-Гемпшир. Населення — 339 осіб (2020).

## Демографія
Згідно з переписом 2010 року, у місті мешкало 355 осіб у 148 домогосподарствах у складі 97 родин. Було 240 помешкань
Расовий склад населення:
| - 96,6 % — білих - 0,8 % — корінних американців - 0,3 % — чорних або афроамериканців - 0,3 % — азіатів |

До двох чи більше рас належало 2,0 %. Частка іспаномовних становила 0,0 % від усіх жителів.
За віковим діапазоном населення розподілялося таким чином: 15,8 % — особи молодші 18 років, 70,7 % — особи у віці 18—64 років, 13,5 % — особи у віці 65 років та старші. Медіана віку мешканця становила 49,0 року. На 100 осіб жіночої статі у місті припадало 111,3 чоловіків;  на 100 жінок у віці від 18 років та старших — 112,1 чоловіків також старших 18 років.
Середній дохід на одне домашнє господарство  становив 88 965 доларів США (медіана — 59 167), а середній дохід на одну сім'ю — 102 577 доларів (медіана — 60 000). Медіана доходів становила 48 750 доларів для чоловіків та 41 563 долари для жінок. За межею бідності перебувало 7,5 % осіб, у тому числі 10,3 % дітей у віці до 18 років та 3,2 % осіб у віці 65 років та старших.
Цивільне працевлаштоване населення становило 154 особи. Основні галузі зайнятості: освіта, охорона здоров'я та соціальна допомога — 32,5 %, роздрібна торгівля — 17,5 %, виробництво — 13,0 %.